# Raw Air 2022
Die Raw Air 2022 war die fünfte Austragung einer Reihe von Skisprungwettkämpfen, die als Teil des Skisprung-Weltcups 2021/2022 zwischen dem 2. und 6. März 2022 ausgetragen wurden. Die Wettkämpfe fanden alle in Norwegen auf nurmehr zwei verschiedenen Schanzen statt, nämlich (in chronologischer Reihenfolge) auf den Großschanzen von Lillehammer und Oslo.
Titelverteidiger der Raw Air 2020 waren der Pole Kamil Stoch und die Norwegerin Maren Lundby. 
Nachdem die Veranstaltung 2020 aufgrund der COVID-19-Pandemie abgebrochen und die Austragung der Raw Air 2021 am 11. Februar 2021 komplett abgesagt wurde, findet die Raw Air bei dieser Ausgabe in verkürzter Form statt. Zum einen konnte das Springen auf der Schanze in Trondheim nicht stattfinden, da sich die dortige Anlage in Vorbereitung auf die Nordischen Skiweltmeisterschaften 2025 im Umbau befindet. Zum anderen wurde auf das Skifliegen für die Männer in Vikersund verzichtet, da dort nur eine Woche später die Skiflug-Weltmeisterschaft 2022 ausgetragen wird.
Außerdem wurde das Teamspringen der Männer in diesem Jahr ersatzlos gestrichen und durch einen Teamwettbewerb im Mixed ersetzt. Das Ergebnis dieses Springens wurde jedoch nicht in die Raw Air-Wertung einbezogen.
Die Gesamtwertung bei den Männern gewann nach insgesamt neun Sprüngen der Österreicher Stefan Kraft vor dem Deutschen Karl Geiger und dem Japaner Ryōyū Kobayashi. Bei den Frauen siegte nach zusammen zwölf Wertungssprüngen die Slowenin Nika Križnar vor der Japanerin Sara Takanashi und der Slowenin Urša Bogataj.

## Herren

### Übersicht
| Datum         | Ort           | Schanze                | Anmerkung     | Sieger               | Zweiter             | Dritter          | Führender            |
| ------------- | ------------- | ---------------------- | ------------- | -------------------- | ------------------- | ---------------- | -------------------- |
| 3. März 2022  | Lillehammer   | Lysgårdsbakken HS140   | Prolog        | Johann André Forfang | Stefan Kraft        | Manuel Fettner   | Johann André Forfang |
| 3. März 2022  | Lillehammer   | Lysgårdsbakken HS140   | Einzel        | Stefan Kraft         | Ryōyū Kobayashi     | Karl Geiger      | Stefan Kraft         |
| 5. März 2022  | Oslo          | Holmenkollbakken HS134 | Prolog        | Kamil Stoch          | Marius Lindvik      | Stefan Kraft     | Stefan Kraft         |
| 5. März 2022  | Oslo          | Holmenkollbakken HS134 | Einzel        | Marius Lindvik       | Markus Eisenbichler | Robert Johansson | Stefan Kraft         |
| 6. März 2022  | Oslo          | Holmenkollbakken HS134 | Prolog        | Karl Geiger          | Stefan Kraft        | Clemens Aigner   | Stefan Kraft         |
| 6. März 2022  | Oslo          | Holmenkollbakken HS134 | Einzel        | Daniel-André Tande   | Anže Lanišek        | Stefan Kraft     | Stefan Kraft         |
| Gesamtwertung | Gesamtwertung | Gesamtwertung          | Gesamtwertung | Stefan Kraft         | Karl Geiger         | Ryōyū Kobayashi  | –                    |

### Wettkämpfe

#### Lillehammer
Der Prolog, d. h. die Qualifikation zum Einzelwettbewerb auf dem Lysgårdsbakken (HS140) fand am 2. März statt, der Wettkampf dann am 3. März nachmittags.

#### Oslo
Der Prolog zum ersten Einzelwettbewerb und der Wettkampf auf dem Holmenkollbakken (HS134) wurden am 5. März ausgetragen. Der Prolog und der zweite Einzelwettbewerb fanden dann am 6. März statt.

## Damen

### Übersicht
| Datum         | Ort           | Schanze                | Anmerkung     | Siegerin       | Zweite         | Dritte         | Führende     |
| ------------- | ------------- | ---------------------- | ------------- | -------------- | -------------- | -------------- | ------------ |
| 2. März 2022  | Lillehammer   | Lysgårdsbakken HS140   | Prolog        | Nika Križnar   | Marita Kramer  | Silje Opseth   | Nika Križnar |
| 2. März 2022  | Lillehammer   | Lysgårdsbakken HS140   | Einzel        | Sara Takanashi | Nika Križnar   | Urša Bogataj   | Nika Križnar |
| 3. März 2022  | Lillehammer   | Lysgårdsbakken HS140   | Prolog        | Urša Bogataj   | Nika Križnar   | Sara Takanashi | Nika Križnar |
| 3. März 2022  | Lillehammer   | Lysgårdsbakken HS140   | Einzel        | Marita Kramer  | Nika Križnar   | Urša Bogataj   | Nika Križnar |
| 5. März 2022  | Oslo          | Holmenkollbakken HS134 | Prolog        | Nika Križnar   | Marita Kramer  | Yūki Itō       | Nika Križnar |
| 5. März 2022  | Oslo          | Holmenkollbakken HS134 | Einzel        | Silje Opseth   | Nika Križnar   | Sara Takanashi | Nika Križnar |
| 6. März 2022  | Oslo          | Holmenkollbakken HS134 | Prolog        | Nika Križnar   | Sara Takanashi | Urša Bogataj   | Nika Križnar |
| 6. März 2022  | Oslo          | Holmenkollbakken HS134 | Einzel        | Sara Takanashi | Urša Bogataj   | Yūki Itō       | Nika Križnar |
| Gesamtwertung | Gesamtwertung | Gesamtwertung          | Gesamtwertung | Nika Križnar   | Sara Takanashi | Urša Bogataj   | –            |

### Wettkämpfe

#### Lillehammer
Der Prolog, d. h. die Qualifikation zum ersten Einzelwettbewerb und der Wettkampf auf dem Lysgårdsbakken (HS140) fanden am 2. März 2022 statt. Der Prolog zum zweiten Einzelwettbewerb und der Wettkampf wurden am 3. März ausgetragen.

#### Oslo
Der Prolog zum ersten Einzelwettbewerb und der Wettkampf auf dem Holmenkollbakken (HS134) sind am 5. März durchgeführt worden. Der Prolog und der zweite Einzelwettbewerb fanden dann am 6. März statt.

## Mixed
Am ersten Tag der Wettkämpfe in Oslo, am 4. März 2022, wurde auf dem Holmenkollbakken (HS134) ein Teamwettbewerb im Mixed ausgetragen. Dessen Ergebnis floss nicht in die Raw Air-Einzelwertung mit ein.
| Datum        | Ort  | Schanze                | Anmerkung  | 1. Platz                                               | 2. Platz                                                           | 3. Platz                                                                     |
| ------------ | ---- | ---------------------- | ---------- | ------------------------------------------------------ | ------------------------------------------------------------------ | ---------------------------------------------------------------------------- |
| 4. März 2022 | Oslo | Holmenkollbakken HS134 | Team Mixed | SlowenienUrša Bogataj Lovro Kos Nika Križnar Timi Zajc | ÖsterreichChiara Kreuzer Manuel Fettner Marita Kramer Stefan Kraft | NorwegenAnna Odine Strøm Robert Johansson Silje Opseth Halvor Egner Granerud |